# Bibb megye (Georgia)
Bibb megye az Amerikai Egyesült Államokban, azon belül Georgia államban található. Megyeszékhelye és legnagyobb városa Macon. Lakosainak száma 157 346 fő (2020. április 1.). Bibb megye Jones, Houston, Twiggs, Monroe és Crawford megyékkel határos.

## Népesség
A megye népességének változása:
| Lakosok száma | 155 635 | 155 949 | 156 162 | 154 721 | 153 721 | 157 346 |
|               | 2010    | 2011    | 2012    | 2013    | 2015    | 2020    |